# Michael O'Hare
Michael O'Hare (Chicago, 6 de maio de 1952 — 28 de setembro de 2012) foi um ator americano. Morreu aos 60 anos, por complicações devido a um infarto que aconteceu em 23 de setembro. Conhecido pelo personagem Jeffrey Sinclair na série de ficção científica para a televisão Babylon 5. Fez aparições em várias séries de televisão, entre elas Law & Order.

## Carreira
Robert Michael O'Hare, Jr. nasceu em Chicago, Illinois. Ele estudou na Universidade de Harvard, onde se formou em Literatura Inglesa. Estudou também no prestigiado Juilliard School, uma conceituada escola de artes dramáticas. Ele foi o primeiro ator branco a ser indicado por uma comunidade de teatro negra de Nova York ao Prêmio AUDELCO por Melhor Ator por sua performance na peça "Shades of Brown", que examinou os efeitos do apartheid na África do Sul.

## Doença
J. Michael Straczynski revelou na Phoenix Comicon de 25 de maio de 2013 o real motivo para a saída de O'Hare de Babylon 5 com o final da primeira temporada. O ator vinha sofrendo de alucinações, paranoia e foi diagnosticado com doença mental ainda durante as gravações. O'Hare começou a ter dificuldades para acompanhar o ritmo dos sets e o estresse passou a prejudicar sua interpretação. Straczynski se dispôs a atrasar as gravações da segunda temporada em vários meses para ajudar o ator a se tratar e se recuperar, mas O'Hare não queria prejudicar a carreira e o emprego dos colegas e decidiu sair da série.
Sendo muito amigo de O'Hare, Straczynski guardou segredo sobre sua condição tanto do elenco como da imprensa e o revelou 8 meses após a morte do ator.

## Morte
No dia 28 de setembro de 2012, J. Michael Straczynski postou em sua página do Facebook que O'Hare havia sofrido um ataque cardíaco em 23 de setembro e permanecido em coma até o dia 28, quando veio a falecer, aos 60 anos. O'Hare já estava aposentado dos palcos e das câmeras, de acordo com Straczynski.